# Зонтра
Зонтра (нем. Sontra) — город в Германии, в земле Гессен. Подчинён административному округу Кассель. Входит в состав района Верра-Майснер. Население составляет 7955 человек (на 31 декабря 2010 года). Занимает площадь 111,29 км². Официальный код — 06 6 36 011.